# 希茨靈格拉本河
48°36′37″N 13°08′43″E / 48.610265722001394°N 13.145263642072678°E
希茨靈格拉本河（德語：Hitzlinger Graben），是德國的河流，位於該國東南部，由巴伐利亞負責管轄，屬於菲爾斯河的支流，河道全長2.3公里，流域面積2.5平方公里。